# Burg Baustetten
Die Burg Baustetten ist eine abgegangene Spornburg in Baustetten, einem Ortsteil der Stadt Laupheim, im Landkreis Biberach in Baden-Württemberg, Deutschland.

## Lage
Die Burg befindet sich auf rund 533 Meter über Normalnull auf einem breiten Hochflächensporn neben der Kirche von Baustetten. Es wird vermutet, dass früher einmal ein unterirdischer Gang von der Burg zur Kirche geführt hat.

## Geschichte
Die Burg wurde von den Herren von Baustetten im 11. Jahrhundert erbaut und 1092 erwähnt. Nach 1250 kam die Burg von den Grafen von Veringen durch Heirat an die Grafen Grüningen-Landau. Um 1503 wurde die Burg zerstört. Ehemaliger Besitzer war auch das Kloster Weißenburg in Bayern. Von der ehemaligen Burganlage ist nichts erhalten.